# Elecciones generales de Kenia de 1983
Las elecciones generales de Kenia de 1983 se celebraron el 26 de septiembre para escoger a los 158 escaños electos de la Asamblea Nacional de 170 escaños. El año anterior, el país había sido declarado formalmente un estado de partido único con la Unión Nacional Africana de Kenia como único partido legal, aunque de facto ya era el único partido desde 1969. Hubo más de dos candidatos por circunscripción, aunque todos fueran miembros del KANU, dando un total de 750 candidatos. La participación fue sumamente baja (de menos del 50%) y el descontento hacia el gobierno se vio plasmado con el hecho de que más del 40% de los diputados que buscaron la reelección (incluyendo varios ministros), fueron derrotados. Después de la elección, 12 miembros extra fueron designados por el presidente Daniel Arap Moi, quien fue automáticamente reelecto para un segundo mandato.